# Internationale Arbeidsorganisatie
De Internationale Arbeidsorganisatie (IAO), meestal bekend onder de Engelse afkorting ILO (International Labour Organization), is een gespecialiseerde organisatie van de Verenigde Naties. Ze houdt zich bezig met arbeidsvraagstukken. De zetel van de organisatie is in Genève.

## Geschiedenis
De ILO is opgericht in 1919 als uitvloeisel van de vredesonderhandelingen na de Eerste Wereldoorlog. Oorspronkelijk was het dan ook een agentschap van de Volkenbond. Na de ondergang van de Volkenbond als gevolg van het uitbreken van de Tweede Wereldoorlog werd de ILO een agentschap van de Verenigde Naties. Het huidige handvest van de Internationale Arbeidsorganisatie is vastgesteld in 1944 in de Verklaring van Philadelphia.

## Missie
De ILO werd opgericht vanuit het idee dat een duurzame vrede niet mogelijk zou zijn zonder sociale rechtvaardigheid. Om sociale rechtvaardigheid te bereiken heeft de organisatie vier hoofddoelstellingen geformuleerd: het bevorderen van het recht op werk, het verbeteren van de kans om werk te krijgen en te behouden voor mannen en voor vrouwen, het invoeren en uitbouwen van sociale zekerheid, én het bevorderen van sociale dialoog tussen werkgevers, werknemers en overheid.

### Werkwijze
De ILO probeert door het aannemen van conventies en aanbevelingen de verschillende doelstellingen in bindende normen vast te leggen. Daarvoor wordt ieder jaar in juni een internationale conferentie belegd in Genève. Conventies en aanbevelingen worden daar met meerderheidsbesluiten vastgesteld.
Het bijzondere is dat iedere lidstaat niet alleen vertegenwoordigd wordt door regeringsvertegenwoordigers. Iedere lidstaat zendt een delegatie van vier personen. Naast twee vertegenwoordigers van de regering heeft iedere delegatie een lid namens de nationale werkgeversorganisaties en een lid namens de werknemersorganisaties. Die vertegenwoordigers zijn vrij om samen met werkgevers of werknemersvertegenwoordigers van andere lidstaten mee te stemmen.
Voordat conventies en aanbevelingen van de ILO bindend kunnen worden moeten deze wel door de lidstaten worden geratificeerd.

## Structuur

### Bestuur
| Periode     | Algemeen directeur |
| ----------- | ------------------ |
| 1919 - 1932 | Albert Thomas      |
| 1932 - 1939 | Harold Butler      |
| 1939 - 1941 | John Winant        |
| 1941 - 1948 | Edward Phelan      |
| 1948 - 1970 | David Morse        |
| 1970 - 1973 | Wilfred Jenks      |
| 1973 - 1989 | Francis Blanchard  |
| 1989 - 1999 | Michel Hansenne    |
| 1999 - 2012 | Juan Somavía       |
| 2012 - 2022 | Guy Ryder          |
| 2022 -      | Gilbert Houngbo    |

| Periode      | Voorzitter                          |
| ------------ | ----------------------------------- |
| ...          |                                     |
| 2013 - 2014  | Victoria Marina Velásquez de Avilés |
| 2014 - 2015  | Apolinário Jorge Correia            |
| 2015 - 2016  | Misako Kaji                         |
| 2016 - 2017  | Ulrich Seidenberger                 |
| 2017 - heden | Luc Cortebeeck                      |

## Onderscheidingen
De Internationale Arbeidsorganisatie ontving in 1969 de Nobelprijs voor de Vrede.